# Cheryl Cole-diszkográfia
Cheryl Cole angol énekesnő diszkográfiája négy stúdióalbumból, egy középlemezből, nyolc kislemezből (melyek közül három közreműködés) és tizenhárom videóklipből áll. Cole először a Heartbreaker című szám videóklipjében jelent meg, majd a dal brit változatán már énekesnőként is közreműködött. A kislemez 4. helyezett lett az Egyesült Királyságban több mint 250 000 eladott példánnyal, ezzel a dal ezüst minősítést kapott, és 2008. 31. legsikeresebb kislemeze lett. Cole szólókarrierje a Fight for This Love című felvétellel kezdődött, mely debütáló, 3 Words című nagylemezének első kislemezeként jelent meg. A kislemez első helyezett lett a brit kislemezlistán, de nemzetközileg is nagy sikereket ért el: top 10-es szám lett Franciaországban, Németországban és Hollandiában is. Az album továbbvitte a sikert: 125 271 példány kelt el belőle az Egyesült Királyságban a kiadást követő héten. 2009. november 6-án a lemez platina minősítést kapott, amely azóta már tripla platina lett, 1 milliós eladással.
2010 októberében jelent meg Cole második albuma, a Messy Little Raindrops, mely szintén első helyezett lett a brit albumlistán 300 000-es eladással, platina minősítést szerezve. Első kislemezként a Promise This jelent meg, mely szintén első helyezett lett a szigetországban. A megjelenés hetében 157 210 példány kelt el, mely a 2010-es év egyik legsikeresebb eredménye volt.
Cole harmadik albuma, a A Million Lights 2012 júniusában jelent meg, második helyezést elérve a brit albumlistán 34 934 eladott példánnyal az első héten. A nagylemez később arany minősítést kapott 100 000 eladás után. Az erről megjelenő első kislemez, a Call My Name Cole harmadik első helyezett kislemeze lett, 152 001-es eladással, ezzel a 2012-es év egyik leggyorsabban fogyó dala lett a szigetországban.
Cole negyedik albuma, az Only Human várhatóan 2014 novemberében jelenik meg. Erről az első kislemez, a Crazy Stupid Love 2014. július 20-án jelent meg Tinie Tempah közreműködésével. A dal első helyezett lett a brit kislemezlistán 118 000-es eladással, de Írországban is a lista legtetejéig jutott. Cole így már kilenc első helyezett dallal büszkélkedhet (beleszámítva a Girls Aloud-dal kiadott dalait, valamint a 2010-es, jótékonysági célokra kiadott Everybody Hurts feldolgozást). Geri Halliwell és Rita Ora után ő a harmadik brit énekesnő, aki ezt az eredményt elérte.

## Albumok

### Stúdióalbumok
| Cím                    | Album adatai                                                                                      | Legjobb helyezések | Legjobb helyezések | Legjobb helyezések | Legjobb helyezések | Legjobb helyezések | Legjobb helyezések | Legjobb helyezések | Legjobb helyezések | Legjobb helyezések | Legjobb helyezések | Minősítések                                         |
| Cím                    | Album adatai                                                                                      | UK                 | AUS                | AUT                | FRA                | GER                | IRE                | NLD                | NOR                | PL                 | SWI                | Minősítések                                         |
| ---------------------- | ------------------------------------------------------------------------------------------------- | ------------------ | ------------------ | ------------------ | ------------------ | ------------------ | ------------------ | ------------------ | ------------------ | ------------------ | ------------------ | --------------------------------------------------- |
| 3 Words                | - Megjelent: 2009. október 26. - Kiadó: Fascination, Polydor - Formátumok: CD, digitális letöltés | 1                  | 31                 | 26                 | 53                 | 45                 | 2                  | 49                 | 18                 | 28                 | 52                 | - UK: 3× Platinum - IRE: 2× Platinum - EU: Platinum |
| Messy Little Raindrops | - Megjelent: 2010. október 29. - Kiadó: Polydor - Formátumok: CD, digitális letöltés              | 1                  | —                  | —                  | —                  | —                  | 2                  | —                  | —                  | —                  | —                  | - UK: Platinum - IRE: Platinum                      |
| A Million Lights       | - Megjelent: 2012. június 18. - Kiadó: Polydor - Formátumok: CD, digitális letöltés               | 2                  | —                  | —                  | —                  | —                  | 2                  | —                  | —                  | 78                 | —                  | - UK: Arany                                         |
| Only Human             | - Megjelent: 2014. november - Kiadó: Polydor - Formátumok: CD, digitális letöltés                 | —                  | —                  | —                  | —                  | —                  | —                  | —                  | —                  | —                  | —                  |                                                     |

### Középlemezek
| Év   | Album adatai                                                                                            |
| ---- | --- |
| 2010 | 3 Words: The B-Sides - Megjelent: 2010. április 18. - Kiadó: Fascination - Formátum: digitális letöltés |

## Kislemezek
| Kislemez                                                    | Év   | Legjobb helyezés | Legjobb helyezés | Legjobb helyezés | Legjobb helyezés | Legjobb helyezés | Legjobb helyezés | Legjobb helyezés | Legjobb helyezés | Legjobb helyezés | Legjobb helyezés | Legjobb helyezés | Minősítések                                                           | Album                  |
| Kislemez                                                    | Év   | UK               | AUS              | AUT              | FRA              | GER              | HUN              | IRE              | NOR              | NLD              | SWI              | SCO              | Minősítések                                                           | Album                  |
| ----------------------------------------------------------- | ---- | ---------------- | ---------------- | ---------------- | ---------------- | ---------------- | ---------------- | ---------------- | ---------------- | ---------------- | ---------------- | ---------------- | --------------------------------------------------------------------- | ---------------------- |
| Fight for This Love                                         | 2009 | 1                | 54               | 4                | 7                | 4                | 1                | 1                | 1                | 2                | 3                | 1                | - UK: Platina - ITA: Platina - GER: Arany - SWE: Platina - SWI: Arany | 3 Words                |
| 3 Words (közreműködik will.i.am)                            | 2009 | 4                | 5                | 56               | —                | 27               | —                | 7                | —                | 20               | —                | 6                | - UK: Ezüst - AUS: Platina - ITA: Arany                               | 3 Words                |
| Parachute                                                   | 2010 | 5                | —                | —                | —                | 78               | —                | 4                | —                | —                | —                | 5                | - UK: Arany                                                           | 3 Words                |
| Promise This                                                | 2010 | 1                | 78               | —                | —                | —                | 14               | 1                | —                | —                | —                | 1                | - UK: Arany                                                           | Messy Little Raindrops |
| The Flood                                                   | 2011 | 18               | —                | —                | —                | —                | —                | 26               | —                | —                | —                | 14               |                                                                       | Messy Little Raindrops |
| Call My Name                                                | 2012 | 1                | 49               | —                | —                | —                | 26               | 1                | —                | 97               | —                | 1                | - UK: Arany - NZ: Arany                                               | A Million Lights       |
| Under The Sun                                               | 2012 | 13               | —                | —                | —                | —                | —                | 16               | —                | —                | —                | 8                |                                                                       | A Million Lights       |
| Crazy Stupid Love (közreműködik Tinie Tempah)               | 2014 | 1                | 43               | —                | —                | —                | —                | 1                | —                | —                | —                | 1                |                                                                       | Only Human             |
| "—" nem szerepelt listán, vagy nem jelent meg az országban. |      |                  |                  |                  |                  |                  |                  |                  |                  |                  |                  |                  |                                                                       |                        |

### Közreműködés kislemezekben
| 2008                                                        | Heartbreaker (will.i.am közreműködik Cheryl Cole)                | 4  | 7  | —  | Songs About Girls     |
| 2010                                                        | Everybody Hurts (Helping Haiti részeként)                        | 1  | 28 | —  | Jótékonysági kislemez |
| 2010                                                        | Check It Out (will.i.am és Nicki Minaj közreműködik Cheryl Cole) | 11 | 14 | 12 | Check It Out - EP     |
| "—" nem szerepelt listán, vagy nem jelent meg az országban. |                                                                  |    |    |    |                       |

### További slágerlistás dalok
| Év   | Dal                                   | UK  | Album            |
| ---- | ------------------------------------- | --- | ---------------- |
| 2009 | Boy Like You (közreműködik will.i.am) | 105 | 3 Words          |
| 2009 | Don't Talk About This Love            | 177 | 3 Words          |
| 2009 | Happy Hour                            | 161 | 3 Words          |
| 2009 | Heaven (közreműködik will.i.am)       | 122 | 3 Words          |
| 2009 | Make Me Cry                           | 154 | 3 Words          |
| 2009 | Rain on Me                            | 135 | 3 Words          |
| 2009 | Stand Up                              | 112 | 3 Words          |
| 2012 | Screw You (közreműködik Wretch 32)    | 100 | A Million Lights |

## Videóklipek
| Év   | Dal                                       | Rendező         |
| ---- | ----------------------------------------- | --------------- |
| 2008 | Heartbreaker (with will.i.am)             |                 |
| 2009 | Fight for This Love                       | Ray Kay         |
| 2009 | 3 Words (with will.i.am)                  | Vincent Haycock |
| 2010 | Everybody Hurts (Helping Haiti részeként) | Joseph Khan     |
| 2010 | Parachute                                 | AlexandLiane    |
| 2010 | Promise This                              | Sophie Muller   |
| 2010 | The Flood                                 | Sophie Muller   |